# پهنه بر (چرداول)
پهنه بر یک منطقهٔ مسکونی در ایران است که در دهستان بیجنوند واقع شده‌است. براساس سرشماری مرکز آمار ایران در سال ۱۳۹۵، پهنه بر ۶۰ نفر جمعیت دارد.